# UEFA Youth League 2024-2025
Navigation
Édition précédente Édition suivante
L'UEFA Youth League 2024-2025 est la 11e édition de l'UEFA Youth League organisée par l'UEFA. C'est une compétition de football réservée aux joueurs de moins de 19 ans. Elle oppose les équipes de moins de 19 ans des clubs professionnels qualifiés pour la Ligue des champions de l'UEFA 2024-2025, ainsi que tous les clubs vainqueurs des championnats nationaux.

## Présentation

### Équipes participantes
Jusqu'à 91 équipes issues de 54 associations affiliées à l'UEFA (la Russie étant suspendue en raison de l'invasion de l'Ukraine par la Russie en 2022) prennent part à la compétition. Elles sont divisées en deux voies :
- Le vainqueur de l'UEFA Youth League 2023-2024 est assignée à la voie des clubs champions (sauf s'il est aussi qualifié pour la voie de la Ligue des champions).
- Les équipes jeunes des 36 clubs qualifiés pour la phase de ligue de la Ligue des champions 2024-2025 sont assignés à la voie de la Ligue des champions.
- Les équipes championnes des championnats jeunes de toutes les associations de l'UEFA sont assignés à la voie des champions nationaux.

Si une équipe championne nationale est déjà assignée à la voie de la Ligue des champions, celle-ci est remplacée dans la voie des champions nationaux par le vice-champion national de son association. Si ce vice-champion est aussi assigné à la voie la Ligue des champions, la place est laissée vacante.
| Rang | Pays               | Équipe | Équipe                                                                                       |
| Rang | Pays               | Voie de la Ligue des champions                                                                            | Voie des champions nationaux                                                                 |
| ---- | ------------------ | --- | -------------------------------------------------------------------------------------------- |
| 1    | Angleterre         | Manchester City Arsenal FC Liverpool FC Aston Villa                                                       | Manchester United (Vainqueur Premier League U18 2023-2024)                                   |
| 2    | Espagne            | Real Madrid FC Barcelone Girona FC Atlético de Madrid (Vainqueur División de Honor Juvenil U19 2023-2024) | Real Betis (Finaliste División de Honor Juvenil U19 2023-2024)                               |
| 3    | Allemagne          | Bayer 04 Leverkusen VfB Stuttgart Bayern Munich RB Leipzig Borussia Dortmund                              | TSG Hoffenheim (Vainqueur A-Junioren-Bundesliga 2023-2024)                                   |
| 4    | Italie             | Inter Milan AC Milan Juventus FC Atalanta Bergame Bologne FC                                              | US Sassuolo (Vainqueur Campionato Primavera 1 2023-2024)                                     |
| 5    | France             | Paris Saint-Germain AS Monaco Stade brestois 29 LOSC Lille                                                | AJ Auxerre (Finaliste Championnat U19 National 2023-2024)                                    |
| 6    | Pays-Bas           | PSV Eindhoven Feyenoord Rotterdam                                                                         | AZ Alkmaar (Vainqueur U18 Divisie 1 2023-2024)                                               |
| 7    | Portugal           | Sporting CP SL Benfica                                                                                    | SC Braga (Vainqueur Campeonato Nacional Juniores S19 2023-2024)                              |
| 8    | Belgique           | Club Bruges KV                                                                                            | KRC Genk (Vainqueur Elite U18 2023-2024)                                                     |
| 9    | Écosse             | Celtic FC                                                                                                 | Aberdeen FC (Vainqueur CAS Elite U-18 League 2023-2024)                                      |
| 10   | Autriche           | SK Sturm Graz Red Bull Salzbourg                                                                          | Rapid Vienne (Deuxième Jugendliga U18 2023-2024)                                             |
| 11   | Serbie             | Étoile rouge de Belgrade                                                                                  | FK IMT (Vainqueur Omladinskoj ligi Srbije U19 2023-2024)                                     |
| 12   | Turquie            | | Trabzonspor (Vainqueur U19 Elit A Ligi 2023-2024)                                            |
| 13   | Suisse             | BSC Young Boys                                                                                            | FC Bâle                                                                                      |
| 14   | Ukraine            | Shakhtar donesk                                                                                           | Dynamo Kiev (Vainqueur Championnat de football U-19 d'Ukraine 2023-2024)                     |
| 15   | Tchéquie           | AC Sparta Prague                                                                                          | FC Zbrojovka Brno (Deuxième 1. Liga U19 2023-2024)                                           |
| 16   | Norvège            | | Strømsgodset IF (Vainqueur Coupe de Norvège des jeunes 2023)                                 |
| 17   | Danemark           | | FC Midtjylland (Vainqueur 1. Ligaen U19 2023-2024)                                           |
| 18   | Russie             | |                                                                                              |
| 19   | Croatie            | Dinamo Zagreb                                                                                             | NK Lokomotiva Zagreb (Deuxième 1. HNL Juniori 2023-2024)                                     |
| 20   | Grèce              | | Olympiakós (Vainqueur Superleague K19 2023-2024)                                             |
| 21   | Israël             | | Maccabi Petah-Tikva (Vainqueur Première Ligue israélienne 2023-2024)                         |
| 22   | Chypre             | | Paphos FC (Vainqueur Division A du Championnat de la jeunesse chypriote U-19 2023-2024)      |
| 23   | Suède              | | IFK Göteborg (Vainqueur P17 Allsvenskan 2023)                                                |
| 24   | Pologne            | | Legia Varsovie (Vainqueur Centralna Liga Juniorów 2023-2024)                                 |
| 25   | Hongrie            | | Puskás Akadémia FC (Vainqueur Centralna Liga Juniorów 2023-2024)                             |
| 26   | Roumanie           | | FC Farul Constanța (Vainqueur Liga de Tineret 2023-2024)                                     |
| 27   | Bulgarie           | | PFK CSKA Sofia (Vainqueur Coupe de Bulgarie de football U18 2023-2024)                       |
| 28   | Slovaquie          | Slovan Bratislava                                                                                         | FK AS Trenčín (Vainqueur 1.Liga U19 2023-2024)                                               |
| 29   | Azerbaïdjan        | | Sabah FC (Vainqueur Ligue de la jeunesse AFFA 2023-2024)                                     |
| 30   | Kazakhstan         | | FK Kaïrat Almaty (Vainqueur QJ League 2023)                                                  |
| 31   | Slovénie           | | NK Maribor (Vainqueur NEXTGen Liga 2023-2024)                                                |
| 32   | Moldavie           | | Radu Rebeja-LIMPS (Vainqueur Liga Tineret 2023-2024)                                         |
| 33   | Kosovo             | | KF 2 Korriku (Vainqueur Superliga U19 2023-2024)                                             |
| 34   | Liechtenstein      | |                                                                                              |
| 35   | Lettonie           | | BFC Daugavpils (Vainqueur LJFČ U18 2023)                                                     |
| 36   | Irlande            | | UCD (Vainqueur League of Ireland U17 2023)                                                   |
| 37   | Finlande           | | FC Honka (Vainqueur P17 SM 2023)                                                             |
| 38   | Lituanie           | | FK Žalgiris Vilnius                                                                          |
| 39   | Arménie            | | FC Pyunik (Vainqueur Superliga U19 2023-2024)                                                |
| 40   | Biélorussie        | | FK Dinamo Minsk (Vainqueur Championnat biélorusse de football des moins de 19 ans 2023-2024) |
| 41   | Bosnie-Herzégovine | | FK Sarajevo (Vainqueur U-19 Premijer liga 2023-2024)                                         |
| 42   | Luxembourg         | | FC Progrès Niederkorn (Vainqueur Championnat de Luxembourg de football U-19 2023-2024)       |
| 43   | Îles Féroé         | | HB Tórshavn (Vainqueur U17 Dreingir 2023)                                                    |
| 44   | Irlande du Nord    | | Cliftonville FC (Vainqueur NIFL Academy League U18 2023-2024)                                |
| 45   | Malte              | | Valetta FC (Vainqueur Youth League Section A 2023-2024)                                      |
| 46   | Géorgie            | | SK Dinamo Tbilissi (Vainqueur 19-Ts’lamde liga 2023)                                         |
| 47   | Estonie            | | JK Tallinna Kalev (Vainqueur U19 Eliitliiga Meistriliiga 2023-2024)                          |
| 48   | Islande            | | Stjarnan (Vainqueur 2. flokkur karla 2023)                                                   |
| 49   | Albanie            | | KS Bylis Ballsh (Vainqueur Superiore U-19 2023-2024)                                         |
| 50   | Pays de Galles     | | The New Saints FC (Vainqueur Cymru Premier Development League U19 2023-2024)                 |
| 51   | Gibraltar          | | Lincoln Red Imps (Vainqueur U17 Gibraltan Championship 2023-2024)                            |
| 52   | Macédoine du Nord  | | FK Akademija Pandev (Vainqueur Prva Mladinska Super Liga 2023-2024)                          |
| 53   | Andorre            | | FC Santa Coloma (Vainqueur Lliga Juvenil 2023-2024)                                          |
| 54   | Monténégro         | | FK Budućnost Podgorica (Vainqueur Omladinske lige 2023-2024)                                 |
| 55   | Saint-Marin        | |                                                                                              |

### Format
Le format de cette compétition est modifié à partir de cette saison, suivant le changement de format de la Ligue des champions de l'UEFA 2024-2025 :
- La première phase est divisée en deux voies
  - Les équipes de la voie de la Ligue des champions s'affrontent dans une phase de ligue unique calquée sur celle de la Ligue des champions de l'UEFA 2024-2025, mais limitée aux six premières journées. Les 22 premières équipes se qualifient pour la phase finale ;
  - Les équipes de la voie des champions s'affrontent lors de trois tours à élimination directe, disputés en rencontres aller-retour, les clubs des 26 associations les mieux classées étant exemptées du premier tour. Les 10 équipes vainqueurs du troisième tour  se qualifient pour la phase finale ;
- La phase à élimination directe se compose de cinq tours, tous disputés en matchs simples à élimination directe : des seizièmes de finale, des huitièmes de finale, des quarts de finale, des demi-finales et une finale.

## Calendrier
| Nom                                | Nom                                                         | Tirage au sort          | Date aller                                                                                                   | Date retour                                                                                                  | Équipes participantes |
| ---------------------------------- | ----------------------------------------------------------- | ----------------------- | --- | --- | --------------------- |
| Première phase (2024)              |                                                             |                         | | |                       |
| Voie des champions nationaux       | Premier tour                                                | 3 septembre à Nyon      | 18 septembre                                                                                                 | 2 octobre | 24                    |
| Voie des champions nationaux       | Deuxième tour                                               | 3 septembre à Nyon      | 23 octobre                                                                                                   | 6 novembre                                                                                                   | 40 (12+28)            |
| Voie des champions nationaux       | Troisième tour                                              | 3 septembre à Nyon      | 27 novembre                                                                                                  | 11 décembre                                                                                                  | 20                    |
| Voie de la Ligue des champions     | Journée 1 Journée 2 Journée 3 Journée 4 Journée 5 Journée 6 | 29 août à Monaco        | 17, 18 et 19 septembre 1er et 2 octobre 22 et 23 octobre 5 et 6 novembre 26 et 27 novembre 10 et 11 décembre | 17, 18 et 19 septembre 1er et 2 octobre 22 et 23 octobre 5 et 6 novembre 26 et 27 novembre 10 et 11 décembre | 36                    |
| Phase à élimination directe (2025) |                                                             |                         | | |                       |
| Seizièmes de finale                | Seizièmes de finale                                         | 20 décembre 2024 à Nyon | 11 et 12 février                                                                                             | 11 et 12 février                                                                                             | 32 (10+22)            |
| Huitièmes de finale                | Huitièmes de finale                                         | 14 février à Nyon       | 4 et 5 mars                                                                                                  | 4 et 5 mars                                                                                                  | 16                    |
| Quarts de finale                   | Quarts de finale                                            | 14 février à Nyon       | 1er et 2 avril                                                                                               | 1er et 2 avril                                                                                               | 8                     |
| Demi-finales                       | Demi-finales                                                | 14 février à Nyon       | 25 avril | 25 avril | 4                     |
| Finale                             | Finale                                                      | 14 février à Nyon       | 28 avril | 28 avril | 2                     |

## Première phase

### Voie de la Ligue des champions
Cette voie est calquée sur la phase de ligue de la Ligue des champions de l'UEFA 2024-2025, mais limitée aux six premières journées, dont le tirage au sort a lieu le 29 août 2024.
| Équipes participant à la phase de ligue | Équipes participant à la phase de ligue | Équipes participant à la phase de ligue | Équipes participant à la phase de ligue |
| --------------------------------------- | --------------------------------------- | --------------------------------------- | --------------------------------------- |
| Manchester City                         | VfB Stuttgart                           | Paris Saint-Germain                     | Celtic FC                               |
| Arsenal FC                              | Bayern Munich                           | AS Monaco                               | Sturm Graz                              |
| Liverpool FC                            | RB Leipzig                              | Stade brestois 29                       | RB Salzbourg                            |
| Aston Villa                             | Borussia Dortmund                       | LOSC Lille                              | Chakhtar Donetsk                        |
| Real Madrid                             | Inter Milan                             | PSV Eindhoven                           | Étoile rouge de Belgrade                |
| FC Barcelone                            | AC Milan                                | Feyenoord Rotterdam                     | BSC Young Boys                          |
| Girona FC                               | Juventus FC                             | Sporting CP                             | Sparta Prague                           |
| Atlético de Madrid                      | Atalanta Bergame                        | SL Benfica                              | Dinamo Zagreb                           |
| Bayer Leverkusen                        | Bologne FC                              | Club Bruges                             | Slovan Bratislava                       |

#### Classement
Les six premiers clubs se qualifient pour les seizièmes de finale et affrontent les clubs classés entre la 17e et la 22e place. Les clubs classés de la 7e à la 16e place affrontent en seizièmes de finale les 10 clubs qualifiés via la voie des champions nationaux. Les autres équipes sont éliminées.
| Rang | Équipe                   | Pts | J | G | N | P | Bp | Bc | Diff |
| ---- | ------------------------ | --- | - | - | - | - | -- | -- | ---- |
| 1    | Inter Milan              | 18  | 6 | 6 | 0 | 0 | 19 | 7  | +12  |
| 2    | Sporting CP              | 16  | 6 | 5 | 1 | 0 | 13 | 3  | +10  |
| 3    | RB Salzbourg             | 16  | 6 | 5 | 1 | 0 | 17 | 9  | +8   |
| 4    | FC Barcelone             | 15  | 6 | 5 | 0 | 1 | 17 | 10 | +7   |
| 5    | VfB Stuttgart            | 13  | 6 | 4 | 1 | 1 | 13 | 6  | +7   |
| 6    | Real Madrid              | 12  | 6 | 4 | 0 | 2 | 10 | 5  | +5   |
| 7    | Atalanta Bergame         | 12  | 6 | 4 | 0 | 2 | 14 | 12 | +2   |
| 8    | Atlético de Madrid       | 11  | 6 | 3 | 2 | 1 | 16 | 8  | +8   |
| 9    | Benfica Lisbonne         | 11  | 6 | 3 | 2 | 1 | 12 | 7  | +5   |
| 10   | Juventus FC              | 11  | 6 | 3 | 2 | 1 | 9  | 4  | +5   |
| 11   | Manchester City          | 10  | 6 | 3 | 1 | 2 | 16 | 8  | +8   |
| 12   | Girona FC                | 10  | 6 | 2 | 4 | 0 | 9  | 5  | +4   |
| 13   | Bayern Munich            | 10  | 6 | 3 | 1 | 2 | 11 | 12 | -1   |
| 14   | Chakhtar Donetsk         | 10  | 6 | 3 | 1 | 2 | 9  | 11 | -2   |
| 15   | Aston Villa              | 9   | 6 | 3 | 0 | 3 | 14 | 11 | +3   |
| 16   | Sturm Graz               | 9   | 6 | 2 | 3 | 1 | 10 | 8  | +2   |
| 17   | Celtic FC                | 9   | 6 | 3 | 0 | 3 | 10 | 10 | 0    |
| 18   | Borussia Dortmund        | 8   | 6 | 2 | 2 | 2 | 11 | 8  | +3   |
| 19   | Liverpool FC             | 8   | 6 | 2 | 2 | 2 | 9  | 8  | +1   |
| 20   | LOSC Lille               | 8   | 6 | 1 | 5 | 0 | 8  | 7  | +1   |
| 21   | Dinamo Zagreb            | 8   | 6 | 2 | 2 | 2 | 8  | 8  | 0    |
| 22   | AS Monaco                | 8   | 6 | 2 | 2 | 2 | 6  | 7  | -1   |
| 23   | Paris Saint-Germain      | 7   | 6 | 2 | 1 | 3 | 14 | 13 | +1   |
| 24   | Bayer Leverkusen         | 7   | 6 | 2 | 1 | 3 | 7  | 9  | -2   |
| 25   | PSV Eindhoven            | 6   | 6 | 1 | 3 | 2 | 8  | 9  | -1   |
| 26   | Arsenal FC               | 6   | 6 | 2 | 0 | 4 | 5  | 12 | -7   |
| 27   | AC Milan                 | 5   | 6 | 1 | 2 | 3 | 7  | 11 | -4   |
| 28   | Étoile rouge de Belgrade | 5   | 6 | 1 | 2 | 3 | 7  | 11 | -4   |
| 29   | Feyenoord Rotterdam      | 4   | 6 | 1 | 1 | 4 | 7  | 14 | -7   |
| 30   | BSC Young Boys           | 3   | 6 | 1 | 0 | 5 | 11 | 17 | -6   |
| 31   | Club Bruges              | 3   | 6 | 0 | 3 | 3 | 5  | 11 | -6   |
| 32   | RB Leipzig               | 3   | 6 | 1 | 0 | 5 | 10 | 18 | -8   |
| 33   | Bologne FC               | 2   | 6 | 0 | 2 | 4 | 7  | 14 | -7   |
| 34   | Stade brestois 29        | 2   | 6 | 0 | 2 | 4 | 5  | 16 | -11  |
| 35   | Slovan Bratislava        | 2   | 6 | 0 | 2 | 4 | 6  | 20 | -14  |
| 36   | Sparta Prague            | 1   | 6 | 0 | 1 | 5 | 4  | 15 | -11  |

- Qualification pour les seizièmes de finale

### Voie des champions nationaux
Les équipes championnes des championnats jeunes de toutes les associations de l'UEFA ainsi que le tenant du titre sont assignés à la voie des champions nationaux. Elles s'affrontent  lors de trois tours à élimination directe, disputés en rencontres aller-retour, les clubs des 25 associations les mieux classées ainsi que le tenant du titre étant exemptées du premier tour. Les 10 équipes vainqueurs du troisième tour se qualifient pour la phase à élimination directe.

#### Premier tour de qualification
| Équipes entrant au premier tour de qualification | Équipes entrant au premier tour de qualification | Équipes entrant au premier tour de qualification | Équipes entrant au premier tour de qualification |
| ------------------------------------------------ | ------------------------------------------------ | ------------------------------------------------ | ------------------------------------------------ |
| FK Kaïrat Almaty                                 | FC Honka                                         | HB Tórshavn                                      | KS Bylis Ballsh                                  |
| NK Maribor                                       | FK Žalgiris Vilnius                              | Cliftonville FC                                  | The New Saints FC                                |
| Academia Rebeja (en)                             | FC Pyunik                                        | Valetta FC                                       | Lincoln Red Imps                                 |
| KF 2 Korriku                                     | FK Dinamo Minsk                                  | SK Dinamo Tbilissi                               | FK Akademija Pandev                              |
| BFC Daugavpils                                   | FK Sarajevo                                      | JK Tallinna Kalev                                | FC Santa Coloma                                  |
| UCD                                              | FC Progrès Niederkorn                            | Stjarnan                                         | FK Budućnost Podgorica                           |

| Équipe              | Aller | Total             | Retour | Équipe                 |
| ------------------- | ----- | ----------------- | ------ | ---------------------- |
| HB Tórshavn         | 1 - 2 | 1 - 5             | 0 - 3  | FC Progrès Niederkorn  |
| UCD                 | 3 - 0 | 5 - 3             | 2 - 3  | Stjarnan               |
| KS Bylis Ballsh     | 1 - 2 | 2 - 4             | 1 - 2  | KF 2 Korriku           |
| Lincoln Red Imps    | 0 - 6 | 0 - 8             | 0 - 2  | NK Maribor             |
| FK Žalgiris Vilnius | 3 - 2 | 7 - 2             | 4 - 0  | The New Saints FC      |
| FC Honka            | 1 - 0 | 3 - 3 (0 - 3 tab) | 2 - 3  | Valetta FC             |
| BFC Daugavpils      | 1 - 0 | 2 - 2 (4 - 2 tab) | 1 - 2  | Cliftonville FC        |
| JK Tallinna Kalev   | 7 - 0 | 11 - 0            | 4 - 0  | FC Santa Coloma        |
| FK Akademija Pandev | 2 - 2 | 2 - 4             | 0 - 2  | FK Sarajevo            |
| FK Dinamo Minsk     | 4 - 2 | 6 - 3             | 2 - 1  | FC Pyunik              |
| FK Kaïrat Almaty    | 2 - 1 | 6 - 2             | 4 - 1  | Academia Rebeja (en)   |
| SK Dinamo Tbilissi  | 3 - 2 | 4 - 6             | 1 - 4  | FK Budućnost Podgorica |

#### Deuxième tour de qualification
| Équipes entrant au deuxième tour de qualification | Équipes entrant au deuxième tour de qualification | Équipes entrant au deuxième tour de qualification | Équipes entrant au deuxième tour de qualification |
| ------------------------------------------------- | ------------------------------------------------- | ------------------------------------------------- | ------------------------------------------------- |
| Olympiakós T                                      | SC Braga                                          | Dynamo Kiev                                       | IFK Göteborg                                      |
| Manchester United                                 | KRC Genk                                          | FC Zbrojovka Brno                                 | Legia Varsovie                                    |
| Real Betis                                        | Aberdeen FC                                       | Strømsgodset IF                                   | Puskás Akadémia FC                                |
| TSG Hoffenheim                                    | Rapid Vienne                                      | FC Midtjylland                                    | FC Farul Constanța                                |
| US Sassuolo                                       | FK IMT                                            | NK Lokomotiva Zagreb                              | PFK CSKA Sofia                                    |
| AJ Auxerre                                        | Trabzonspor                                       | Maccabi Petah-Tikva                               | FK AS Trenčín                                     |
| AZ Alkmaar                                        | FC Bâle                                           | Paphos FC                                         | Sabah FC                                          |

- T : Tenant du titre

| Équipe                | Aller | Total  | Retour | Équipe                 |
| --------------------- | ----- | ------ | ------ | ---------------------- |
| IFK Göteborg          | 0 - 3 | 1 - 7  | 1 - 4  | TSG Hoffenheim         |
| Aberdeen FC           | 1 - 5 | 1 - 8  | 0 - 3  | Puskás Akadémia FC     |
| Strømsgodset IF       | 1 - 4 | 2 - 8  | 1 - 4  | AZ Alkmaar             |
| KF 2 Korriku          | 2 - 1 | 5 - 2  | 3 - 1  | UCD                    |
| FC Progrès Niederkorn | 0 - 4 | 0 - 9  | 0 - 5  | FC Midtjylland         |
| FK Žalgiris Vilnius   | 2 - 5 | 2 - 11 | 0 - 6  | Manchester United      |
| Dynamo Kiev           | 1 - 1 | 4 - 2  | 3 - 1  | NK Maribor             |
| KRC Genk              | 3 - 1 | 6 - 2  | 3 - 1  | PFK CSKA Sofia         |
| Legia Varsovie        | 3 - 0 | 6 - 0  | 3 - 0  | Paphos FC              |
| AJ Auxerre            | 5 - 0 | 7 - 0  | 2 - 0  | Valetta FC             |
| BFC Daugavpils        | 0 - 5 | 0 - 9  | 0 - 4  | US Sassuolo            |
| FC Farul Constanța    | 2 - 0 | 2 - 1  | 0 - 1  | FK IMT                 |
| T Olympiakós          | 5 - 0 | 7 - 1  | 2 - 1  | JK Tallinna Kalev      |
| FC Bâle               | 6 - 0 | 8 - 1  | 2 - 1  | Sabah FC               |
| Maccabi Petah-Tikva   | 0 - 3 | 0 - 6  | 0 - 3  | FK Sarajevo            |
| Trabzonspor           | 3 - 1 | 8 - 3  | 5 - 2  | FK Budućnost Podgorica |
| SC Braga              | 0 - 0 | 2 - 3  | 2 - 3  | Rapid Vienne           |
| Real Betis            | 6 - 1 | 11 - 1 | 5 - 0  | FK Kaïrat Almaty       |
| FK AS Trenčín         | 3 - 2 | 6 - 3  | 3 - 1  | FC Zbrojovka Brno      |
| NK Lokomotiva Zagreb  | 2 - 1 | 2 - 1  | 0 - 0  | FK Dinamo Minsk        |

#### Troisième tour de qualification
| Équipe             | Aller | Total            | Retour | Équipe               |
| ------------------ | ----- | ---------------- | ------ | -------------------- |
| Dynamo Kiev        | 5 - 0 | 9 - 1            | 4 - 1  | KF 2 Korriku         |
| AZ Alkmaar         | 2 - 1 | 2 - 1            | 0 - 0  | Manchester United    |
| Puskás Akadémia FC | 1 - 0 | 2 - 2 (6 - 5tab) | 1 - 2  | KRC Genk             |
| AJ Auxerre         | 1 - 2 | 1 - 3            | 0 - 1  | TSG Hoffenheim       |
| Legia Varsovie     | 0 - 2 | 0 - 9            | 0 - 7  | FC Midtjylland       |
| Real Betis         | 3 - 1 | 4 - 2            | 1 - 1  | US Sassuolo          |
| FC Farul Constanța | 0 - 2 | 1 - 6            | 1 - 4  | NK Lokomotiva Zagreb |
| FK AS Trenčín      | 1 - 1 | 2 - 5            | 1 - 4  | Olympiakós T         |
| FC Bâle            | 1 - 2 | 1 - 5            | 0 - 3  | Rapid Vienne         |
| FK Sarajevo        | 2 - 2 | 3 - 8            | 1 - 6  | Trabzonspor          |

## Phase à élimination directe
La phase à élimination directe se compose de cinq tours, tous disputés en matchs simples à élimination directe : des seizièmes de finale, des huitièmes de finale, des quarts de finale, des demi-finales et une finale. Les demi-finales et la finale se jouent sur terrain neutre dans un format final four.
Pour les seizièmes de finale, les équipes classées de la 1re à la 6e place de la voie de la Ligue des champions affrontent des équipes classées de la 17e à la 22e place de la voie de la Ligue des champions. Les vainqueurs de la voie des champions nationaux affrontent des équipes classées de la 7e à la 16e place de la voie de la Ligue des champions
| Équipes qualifiées pour la phase à élimination directe. | Équipes qualifiées pour la phase à élimination directe. | Équipes qualifiées pour la phase à élimination directe. | Équipes qualifiées pour la phase à élimination directe. |
| Section 1                                               | Section 1                                               | Section 2                                               | Section 2                                               |
| Têtes de série                                          | Non têtes de série                                      | Têtes de série                                          | Non têtes de série                                      |
| ------------------------------------------------------- | ------------------------------------------------------- | ------------------------------------------------------- | ------------------------------------------------------- |
| Inter Milan                                             | Celtic FC                                               | Dynamo Kiev                                             | Atalanta Bergame                                        |
| Sporting CP                                             | Borussia Dortmund                                       | AZ Alkmaar                                              | Atlético de Madrid                                      |
| RB Salzbourg                                            | Liverpool FC                                            | Puskás Akadémia FC                                      | Benfica Lisbonne                                        |
| FC Barcelone                                            | LOSC Lille                                              | TSG Hoffenheim                                          | Juventus FC                                             |
| VfB Stuttgart                                           | Dinamo Zagreb                                           | FC Midtjylland                                          | Manchester City                                         |
| Real Madrid                                             | AS Monaco                                               | Real Betis                                              | Girona FC                                               |
|                                                         |                                                         | NK Lokomotiva Zagreb                                    | Bayern Munich                                           |
| Olympiakós T                                            | Chakhtar Donetsk                                        |                                                         |                                                         |
| Rapid Vienne                                            | Aston Villa                                             |                                                         |                                                         |
| Trabzonspor                                             | Sturm Graz                                              |                                                         |                                                         |

- T : Tenant du titre

### Seizièmes de finale
Les seizièmes de finale se joueront les 11 et 12 février 2025.
| Club                 | Score             | Club               |
| -------------------- | ----------------- | ------------------ |
| Inter Milan          | 3 - 1             | LOSC Lille         |
| Sporting CP          | 4 - 0             | AS Monaco          |
| RB Salzbourg         | 1 - 1 (4 - 2 tab) | Celtic FC          |
| FC Barcelone         | 2 - 2 (5 - 3 tab) | Dinamo Zagreb      |
| VfB Stuttgart        | 2 - 2 (5 - 3 tab) | Liverpool FC       |
| Real Madrid          | 2 - 0             | Borussia Dortmund  |
| Dynamo Kiev          | 3 - 3 (6 - 7 tab) | Atalanta Bergame   |
| Rapid Vienne         | 1 - 2             | Atlético de Madrid |
| AZ Alkmaar           | 2 - 2 (4 - 3 tab) | Benfica Lisbonne   |
| Trabzonspor          | 1 - 0             | Juventus FC        |
| FC Midtjylland       | 2 - 2 (4 - 5 tab) | Manchester City    |
| T Olympiakós         | 1 - 0             | Girona FC          |
| Real Betis           | 0 - 1             | Bayern Munich      |
| TSG Hoffenheim       | 5 - 1             | Chakhtar Donetsk   |
| Puskás Akadémia FC   | 1 - 2             | Aston Villa        |
| NK Lokomotiva Zagreb | 1 - 1 (3 - 5 tab) | Sturm Graz         |

### Huitièmes de finale
Les huitièmes de finale se joueront les 4 et 5 mars 2025.
| Club           | Score             | Club               |
| -------------- | ----------------- | ------------------ |
| Trabzonspor    | 0 - 0 (5 - 3 tab) | Atalanta Bergame   |
| Sturm Graz     | 1 - 1 (4 - 5 tab) | Olympiakós T       |
| Bayern Munich  | 1 - 1 (4 - 5 tab) | Inter Milan        |
| RB Salzbourg   | 2 - 1             | Atlético de Madrid |
| Real Madrid    | 0 - 2             | AZ Alkmaar         |
| Sporting CP    | 2 - 3             | VfB Stuttgart      |
| TSG Hoffenheim | 1 - 2             | Manchester City    |
| Aston Villa    | 1 - 3             | FC Barcelone       |

### Quarts de finale
Les quarts de finale se jouent les 1er et 2 avril 2025.
| Club          | Score | Club            |
| ------------- | ----- | --------------- |
| AZ Alkmaar    | 1 - 0 | Manchester City |
| VfB Stuttgart | 1 - 2 | FC Barcelone    |
| RB Salzbourg  | 1 - 0 | Olympiakós T    |
| Trabzonspor   | 1 - 0 | Inter Milan     |

### Demi-finales
Les demi-finales se joueront le 25 avril 2025 au Centre sportif de Colovray de Nyon.
| Club         | Score | Club         |
| ------------ | ----- | ------------ |
| RB Salzbourg | 1 - 2 | Trabzonspor  |
| AZ Alkmaar   | 0 - 1 | FC Barcelone |

### Finale
La finale se jouera le 28 avril 2025 au Centre sportif de Colovray de Nyon.
| Club        | Score | Club         |
| ----------- | ----- | ------------ |
| Trabzonspor | 1 - 4 | FC Barcelone |

### Tableau final
|  | Huitièmes de finale | Huitièmes de finale | Huitièmes de finale                              | Huitièmes de finale |               |               | Quarts de finale | Quarts de finale | Quarts de finale | Quarts de finale |  |  | Demi-finales                                     | Demi-finales                                     | Demi-finales                                     | Demi-finales                                     |  |  | Finale                                           | Finale                                           | Finale                                           | Finale                                           |
|  |                     |                     |                                                  |                     |               |               |                  |                  |                  |                  |  |  |                                                  |                                                  |                                                  |                                                  |  |  |                                                  |                                                  |                                                  |                                                  |
|  | 4 mars 2025         | 4 mars 2025         | 4 mars 2025                                      | 4 mars 2025         |               |               | 1er avril 2025   | 1er avril 2025   | 1er avril 2025   | 1er avril 2025   |  |  | 25 avril 2025 - Centre sportif de Colovray, Nyon | 25 avril 2025 - Centre sportif de Colovray, Nyon | 25 avril 2025 - Centre sportif de Colovray, Nyon | 25 avril 2025 - Centre sportif de Colovray, Nyon |  |  | 28 avril 2025 - Centre sportif de Colovray, Nyon | 28 avril 2025 - Centre sportif de Colovray, Nyon | 28 avril 2025 - Centre sportif de Colovray, Nyon | 28 avril 2025 - Centre sportif de Colovray, Nyon |
|  | RB Salzbourg        | RB Salzbourg        | 2                                                | 2                   |               |               | 1er avril 2025   | 1er avril 2025   | 1er avril 2025   | 1er avril 2025   |  |  | 25 avril 2025 - Centre sportif de Colovray, Nyon | 25 avril 2025 - Centre sportif de Colovray, Nyon | 25 avril 2025 - Centre sportif de Colovray, Nyon | 25 avril 2025 - Centre sportif de Colovray, Nyon |  |  | 28 avril 2025 - Centre sportif de Colovray, Nyon | 28 avril 2025 - Centre sportif de Colovray, Nyon | 28 avril 2025 - Centre sportif de Colovray, Nyon | 28 avril 2025 - Centre sportif de Colovray, Nyon |
|  | RB Salzbourg        | RB Salzbourg        | 2                                                | 2                   |               |               | 1er avril 2025   | 1er avril 2025   | 1er avril 2025   | 1er avril 2025   |  |  | 25 avril 2025 - Centre sportif de Colovray, Nyon | 25 avril 2025 - Centre sportif de Colovray, Nyon | 25 avril 2025 - Centre sportif de Colovray, Nyon | 25 avril 2025 - Centre sportif de Colovray, Nyon |  |  | 28 avril 2025 - Centre sportif de Colovray, Nyon | 28 avril 2025 - Centre sportif de Colovray, Nyon | 28 avril 2025 - Centre sportif de Colovray, Nyon | 28 avril 2025 - Centre sportif de Colovray, Nyon |
|  | Atlético de Madrid  | Atlético de Madrid  | 1                                                | 1                   |               |               | 1er avril 2025   | 1er avril 2025   | 1er avril 2025   | 1er avril 2025   |  |  | 25 avril 2025 - Centre sportif de Colovray, Nyon | 25 avril 2025 - Centre sportif de Colovray, Nyon | 25 avril 2025 - Centre sportif de Colovray, Nyon | 25 avril 2025 - Centre sportif de Colovray, Nyon |  |  | 28 avril 2025 - Centre sportif de Colovray, Nyon | 28 avril 2025 - Centre sportif de Colovray, Nyon | 28 avril 2025 - Centre sportif de Colovray, Nyon | 28 avril 2025 - Centre sportif de Colovray, Nyon |
|  | Atlético de Madrid  | Atlético de Madrid  | 1                                                | 1                   | RB Salzbourg  | RB Salzbourg  | 1                | 1                |                  |                  |  |  | 25 avril 2025 - Centre sportif de Colovray, Nyon | 25 avril 2025 - Centre sportif de Colovray, Nyon | 25 avril 2025 - Centre sportif de Colovray, Nyon | 25 avril 2025 - Centre sportif de Colovray, Nyon |  |  | 28 avril 2025 - Centre sportif de Colovray, Nyon | 28 avril 2025 - Centre sportif de Colovray, Nyon | 28 avril 2025 - Centre sportif de Colovray, Nyon | 28 avril 2025 - Centre sportif de Colovray, Nyon |
|  | 5 mars 2025         |                     |                                                  |                     | RB Salzbourg  | RB Salzbourg  | 1                | 1                |                  |                  |  |  | 25 avril 2025 - Centre sportif de Colovray, Nyon | 25 avril 2025 - Centre sportif de Colovray, Nyon | 25 avril 2025 - Centre sportif de Colovray, Nyon | 25 avril 2025 - Centre sportif de Colovray, Nyon |  |  | 28 avril 2025 - Centre sportif de Colovray, Nyon | 28 avril 2025 - Centre sportif de Colovray, Nyon | 28 avril 2025 - Centre sportif de Colovray, Nyon | 28 avril 2025 - Centre sportif de Colovray, Nyon |
|  |                     |                     | Olympiakós T                                     | Olympiakós T        | 0             | 0             |                  |                  |                  |                  |  |  | 25 avril 2025 - Centre sportif de Colovray, Nyon | 25 avril 2025 - Centre sportif de Colovray, Nyon | 25 avril 2025 - Centre sportif de Colovray, Nyon | 25 avril 2025 - Centre sportif de Colovray, Nyon |  |  | 28 avril 2025 - Centre sportif de Colovray, Nyon | 28 avril 2025 - Centre sportif de Colovray, Nyon | 28 avril 2025 - Centre sportif de Colovray, Nyon | 28 avril 2025 - Centre sportif de Colovray, Nyon |
|  | Sturm Graz          | Sturm Graz          | Olympiakós T                                     | Olympiakós T        | 0             | 0             | 1 ap(4)          | 1 ap(4)          |                  |                  |  |  | 25 avril 2025 - Centre sportif de Colovray, Nyon | 25 avril 2025 - Centre sportif de Colovray, Nyon | 25 avril 2025 - Centre sportif de Colovray, Nyon | 25 avril 2025 - Centre sportif de Colovray, Nyon |  |  | 28 avril 2025 - Centre sportif de Colovray, Nyon | 28 avril 2025 - Centre sportif de Colovray, Nyon | 28 avril 2025 - Centre sportif de Colovray, Nyon | 28 avril 2025 - Centre sportif de Colovray, Nyon |
|  | Sturm Graz          | Sturm Graz          | 1er avril 2025                                   |                     |               |               | 1 ap(4)          | 1 ap(4)          |                  |                  |  |  | 25 avril 2025 - Centre sportif de Colovray, Nyon | 25 avril 2025 - Centre sportif de Colovray, Nyon | 25 avril 2025 - Centre sportif de Colovray, Nyon | 25 avril 2025 - Centre sportif de Colovray, Nyon |  |  | 28 avril 2025 - Centre sportif de Colovray, Nyon | 28 avril 2025 - Centre sportif de Colovray, Nyon | 28 avril 2025 - Centre sportif de Colovray, Nyon | 28 avril 2025 - Centre sportif de Colovray, Nyon |
|  | Olympiakós T        | Olympiakós T        | 1 tab (5)                                        | 1 tab (5)           |               |               |                  |                  |                  |                  |  |  | 25 avril 2025 - Centre sportif de Colovray, Nyon | 25 avril 2025 - Centre sportif de Colovray, Nyon | 25 avril 2025 - Centre sportif de Colovray, Nyon | 25 avril 2025 - Centre sportif de Colovray, Nyon |  |  | 28 avril 2025 - Centre sportif de Colovray, Nyon | 28 avril 2025 - Centre sportif de Colovray, Nyon | 28 avril 2025 - Centre sportif de Colovray, Nyon | 28 avril 2025 - Centre sportif de Colovray, Nyon |
|  | Olympiakós T        | Olympiakós T        | 1 tab (5)                                        | 1 tab (5)           | RB Salzbourg  | RB Salzbourg  | 1                | 1                |                  |                  |  |  |                                                  |                                                  |                                                  |                                                  |  |  | 28 avril 2025 - Centre sportif de Colovray, Nyon | 28 avril 2025 - Centre sportif de Colovray, Nyon | 28 avril 2025 - Centre sportif de Colovray, Nyon | 28 avril 2025 - Centre sportif de Colovray, Nyon |
|  | 5 mars 2025         |                     |                                                  |                     | RB Salzbourg  | RB Salzbourg  | 1                | 1                |                  |                  |  |  |                                                  |                                                  |                                                  |                                                  |  |  | 28 avril 2025 - Centre sportif de Colovray, Nyon | 28 avril 2025 - Centre sportif de Colovray, Nyon | 28 avril 2025 - Centre sportif de Colovray, Nyon | 28 avril 2025 - Centre sportif de Colovray, Nyon |
|  |                     |                     | Trabzonspor                                      | Trabzonspor         | 2             | 2             |                  |                  |                  |                  |  |  |                                                  |                                                  |                                                  |                                                  |  |  | 28 avril 2025 - Centre sportif de Colovray, Nyon | 28 avril 2025 - Centre sportif de Colovray, Nyon | 28 avril 2025 - Centre sportif de Colovray, Nyon | 28 avril 2025 - Centre sportif de Colovray, Nyon |
|  | Trabzonspor         | Trabzonspor         | Trabzonspor                                      | Trabzonspor         | 2             | 2             | 0 tab (5)        | 0 tab (5)        |                  |                  |  |  |                                                  |                                                  |                                                  |                                                  |  |  | 28 avril 2025 - Centre sportif de Colovray, Nyon | 28 avril 2025 - Centre sportif de Colovray, Nyon | 28 avril 2025 - Centre sportif de Colovray, Nyon | 28 avril 2025 - Centre sportif de Colovray, Nyon |
|  | Trabzonspor         | Trabzonspor         | 25 avril 2025 - Centre sportif de Colovray, Nyon |                     |               |               | 0 tab (5)        | 0 tab (5)        |                  |                  |  |  |                                                  |                                                  |                                                  |                                                  |  |  | 28 avril 2025 - Centre sportif de Colovray, Nyon | 28 avril 2025 - Centre sportif de Colovray, Nyon | 28 avril 2025 - Centre sportif de Colovray, Nyon | 28 avril 2025 - Centre sportif de Colovray, Nyon |
|  | Atalanta Bergame    | Atalanta Bergame    | 0 ap(3)                                          | 0 ap(3)             |               |               |                  |                  |                  |                  |  |  |                                                  |                                                  |                                                  |                                                  |  |  | 28 avril 2025 - Centre sportif de Colovray, Nyon | 28 avril 2025 - Centre sportif de Colovray, Nyon | 28 avril 2025 - Centre sportif de Colovray, Nyon | 28 avril 2025 - Centre sportif de Colovray, Nyon |
|  | Atalanta Bergame    | Atalanta Bergame    | 0 ap(3)                                          | 0 ap(3)             | Trabzonspor   | Trabzonspor   | 1                | 1                |                  |                  |  |  |                                                  |                                                  |                                                  |                                                  |  |  | 28 avril 2025 - Centre sportif de Colovray, Nyon | 28 avril 2025 - Centre sportif de Colovray, Nyon | 28 avril 2025 - Centre sportif de Colovray, Nyon | 28 avril 2025 - Centre sportif de Colovray, Nyon |
|  | 5 mars 2025         |                     |                                                  |                     | Trabzonspor   | Trabzonspor   | 1                | 1                |                  |                  |  |  |                                                  |                                                  |                                                  |                                                  |  |  | 28 avril 2025 - Centre sportif de Colovray, Nyon | 28 avril 2025 - Centre sportif de Colovray, Nyon | 28 avril 2025 - Centre sportif de Colovray, Nyon | 28 avril 2025 - Centre sportif de Colovray, Nyon |
|  |                     |                     | Inter Milan                                      | Inter Milan         | 0             | 0             |                  |                  |                  |                  |  |  |                                                  |                                                  |                                                  |                                                  |  |  | 28 avril 2025 - Centre sportif de Colovray, Nyon | 28 avril 2025 - Centre sportif de Colovray, Nyon | 28 avril 2025 - Centre sportif de Colovray, Nyon | 28 avril 2025 - Centre sportif de Colovray, Nyon |
|  | Bayern Munich       | Bayern Munich       | Inter Milan                                      | Inter Milan         | 0             | 0             | 1 ap(4)          | 1 ap(4)          |                  |                  |  |  |                                                  |                                                  |                                                  |                                                  |  |  | 28 avril 2025 - Centre sportif de Colovray, Nyon | 28 avril 2025 - Centre sportif de Colovray, Nyon | 28 avril 2025 - Centre sportif de Colovray, Nyon | 28 avril 2025 - Centre sportif de Colovray, Nyon |
|  | Bayern Munich       | Bayern Munich       | 2 avril 2025                                     |                     |               |               | 1 ap(4)          | 1 ap(4)          |                  |                  |  |  |                                                  |                                                  |                                                  |                                                  |  |  | 28 avril 2025 - Centre sportif de Colovray, Nyon | 28 avril 2025 - Centre sportif de Colovray, Nyon | 28 avril 2025 - Centre sportif de Colovray, Nyon | 28 avril 2025 - Centre sportif de Colovray, Nyon |
|  | Inter Milan         | Inter Milan         | 1 tab (5)                                        | 1 tab (5)           |               |               |                  |                  |                  |                  |  |  |                                                  |                                                  |                                                  |                                                  |  |  | 28 avril 2025 - Centre sportif de Colovray, Nyon | 28 avril 2025 - Centre sportif de Colovray, Nyon | 28 avril 2025 - Centre sportif de Colovray, Nyon | 28 avril 2025 - Centre sportif de Colovray, Nyon |
|  | Inter Milan         | Inter Milan         | 1 tab (5)                                        | 1 tab (5)           | Trabzonspor   | Trabzonspor   | 1                | 1                |                  |                  |  |  |                                                  |                                                  |                                                  |                                                  |  |  |                                                  |                                                  |                                                  |                                                  |
|  | 5 mars 2025         |                     |                                                  |                     | Trabzonspor   | Trabzonspor   | 1                | 1                |                  |                  |  |  |                                                  |                                                  |                                                  |                                                  |  |  |                                                  |                                                  |                                                  |                                                  |
|  |                     |                     | FC Barcelone                                     | FC Barcelone        | 4             | 4             |                  |                  |                  |                  |  |  |                                                  |                                                  |                                                  |                                                  |  |  |                                                  |                                                  |                                                  |                                                  |
|  | Real Madrid         | Real Madrid         | FC Barcelone                                     | FC Barcelone        | 4             | 4             | 0                | 0                |                  |                  |  |  |                                                  |                                                  |                                                  |                                                  |  |  |                                                  |                                                  |                                                  |                                                  |
|  | Real Madrid         | Real Madrid         |                                                  |                     |               |               |                  | 0                |                  |                  |  |  |                                                  |                                                  |                                                  |                                                  |  |  |                                                  |                                                  |                                                  |                                                  |
|  | AZ Alkmaar          | AZ Alkmaar          | 2                                                | 2                   |               |               |                  |                  |                  |                  |  |  |                                                  |                                                  |                                                  |                                                  |  |  |                                                  |                                                  |                                                  |                                                  |
|  | AZ Alkmaar          | AZ Alkmaar          | 2                                                | 2                   | AZ Alkmaar    | AZ Alkmaar    | 1                | 1                |                  |                  |  |  |                                                  |                                                  |                                                  |                                                  |  |  |                                                  |                                                  |                                                  |                                                  |
|  | 5 mars 2025         |                     |                                                  |                     | AZ Alkmaar    | AZ Alkmaar    | 1                | 1                |                  |                  |  |  |                                                  |                                                  |                                                  |                                                  |  |  |                                                  |                                                  |                                                  |                                                  |
|  |                     |                     | Manchester City                                  | Manchester City     | 0             | 0             |                  |                  |                  |                  |  |  |                                                  |                                                  |                                                  |                                                  |  |  |                                                  |                                                  |                                                  |                                                  |
|  | TSG Hoffenheim      | TSG Hoffenheim      | Manchester City                                  | Manchester City     | 0             | 0             | 1                | 1                |                  |                  |  |  |                                                  |                                                  |                                                  |                                                  |  |  |                                                  |                                                  |                                                  |                                                  |
|  | TSG Hoffenheim      | TSG Hoffenheim      | 2 avril 2025                                     |                     |               |               | 1                | 1                |                  |                  |  |  |                                                  |                                                  |                                                  |                                                  |  |  |                                                  |                                                  |                                                  |                                                  |
|  | Manchester City     | Manchester City     | 2                                                | 2                   |               |               |                  |                  |                  |                  |  |  |                                                  |                                                  |                                                  |                                                  |  |  |                                                  |                                                  |                                                  |                                                  |
|  | Manchester City     | Manchester City     | 2                                                | 2                   | AZ Alkmaar    | AZ Alkmaar    | 0                | 0                |                  |                  |  |  |                                                  |                                                  |                                                  |                                                  |  |  |                                                  |                                                  |                                                  |                                                  |
|  | 5 mars 2025         |                     |                                                  |                     | AZ Alkmaar    | AZ Alkmaar    | 0                | 0                |                  |                  |  |  |                                                  |                                                  |                                                  |                                                  |  |  |                                                  |                                                  |                                                  |                                                  |
|  |                     |                     | FC Barcelone                                     | FC Barcelone        | 1             | 1             |                  |                  |                  |                  |  |  |                                                  |                                                  |                                                  |                                                  |  |  |                                                  |                                                  |                                                  |                                                  |
|  | Sporting CP         | Sporting CP         | FC Barcelone                                     | FC Barcelone        | 1             | 1             | 2                | 2                |                  |                  |  |  |                                                  |                                                  |                                                  |                                                  |  |  |                                                  |                                                  |                                                  |                                                  |
|  | Sporting CP         | Sporting CP         |                                                  |                     |               |               |                  | 2                |                  |                  |  |  |                                                  |                                                  |                                                  |                                                  |  |  |                                                  |                                                  |                                                  |                                                  |
|  | VfB Stuttgart       | VfB Stuttgart       | 3                                                | 3                   |               |               |                  |                  |                  |                  |  |  |                                                  |                                                  |                                                  |                                                  |  |  |                                                  |                                                  |                                                  |                                                  |
|  | VfB Stuttgart       | VfB Stuttgart       | 3                                                | 3                   | VfB Stuttgart | VfB Stuttgart | 1                | 1                |                  |                  |  |  |                                                  |                                                  |                                                  |                                                  |  |  |                                                  |                                                  |                                                  |                                                  |
|  | 4 mars 2025         |                     |                                                  |                     | VfB Stuttgart | VfB Stuttgart | 1                | 1                |                  |                  |  |  |                                                  |                                                  |                                                  |                                                  |  |  |                                                  |                                                  |                                                  |                                                  |
|  |                     |                     | FC Barcelone                                     | FC Barcelone        | 2             | 2             |                  |                  |                  |                  |  |  |                                                  |                                                  |                                                  |                                                  |  |  |                                                  |                                                  |                                                  |                                                  |
|  | Aston Villa         | Aston Villa         | FC Barcelone                                     | FC Barcelone        | 2             | 2             | 1                | 1                |                  |                  |  |  |                                                  |                                                  |                                                  |                                                  |  |  |                                                  |                                                  |                                                  |                                                  |
|  | Aston Villa         | Aston Villa         |                                                  |                     |               |               |                  | 1                |                  |                  |  |  |                                                  |                                                  |                                                  |                                                  |  |  |                                                  |                                                  |                                                  |                                                  |
|  | FC Barcelone        | FC Barcelone        | 3                                                | 3                   |               |               |                  |                  |                  |                  |  |  |                                                  |                                                  |                                                  |                                                  |  |  |                                                  |                                                  |                                                  |                                                  |
|  | FC Barcelone        | FC Barcelone        | 3                                                | 3                   |               |               |                  |                  |                  |                  |  |  |                                                  |                                                  |                                                  |                                                  |  |  |                                                  |                                                  |                                                  |                                                  |
|  |                     |                     |                                                  |                     |               |               |                  |                  |                  |                  |  |  |                                                  |                                                  |                                                  |                                                  |  |  |                                                  |                                                  |                                                  |                                                  |